# Route nationale 936 (Belgique)
Pour les articles homonymes, voir Route 936.
La route nationale 936 est une route nationale de Belgique qui relie Onhaye à Ciney via Dinant et Sorinnes.

## Description du tracé

### Communes sur le parcours
- Région wallonne
  -  Province de Namur
    - Onhaye
    - Dinant
    - Sorinnes
    - Achêne
    - Ciney